# Lynden Gooch
Lynden Jack Gooch (Santa Cruz, 24 december 1995) is een Amerikaans voetballer die bij voorkeur als vleugelspeler speelt. Hij stroomde in 2016 door vanuit de jeugd van Sunderland.

## Clubcarrière
Gooch begon zijn voetbalcarrière bij Santa Cruz Breakers, de club uit zijn geboortestad. In 2012 trok hij naar Sunderland. Om hem wedstrijdervaring te laten opdoen werd hij verhuurd aan Gateshead. Op 25 augustus 2016 debuteerde de vleugelspeler in de League Cup tegen Exeter City. In 2016 werd hij verhuurd aan Doncaster Rovers. Op 13 augustus 2016 debuteerde hij in de Premier League tegen Sunderland. Gooch startte in de basiself en werd na 65 minuten vervangen door Wahbi Khazri.